# سد نام ناگم
سد نام ناگم (به لاتین: Nam Ngum Dam) یک سد در لائوس است که در Vientiane Capital, Laos واقع شده‌است.